# Fruit and Flowers
Fruit and Flowers è un cortometraggio muto del 1910 diretto da Harry Solter e interpretato da Charles Arling, un attore canadese che aveva debuttato al cinema l'anno precedente diretto da David W. Griffith. Qui, è al suo quarto film (il secondo per l'IMP).

## Produzione
Il film fu prodotto dall'Independent Moving Pictures Co. of America (IMP)

## Distribuzione
Il film - un cortometraggio in una bobina - uscì nelle sale statunitensi il 19 maggio 1910, distribuito dall'Independent Moving Pictures Co. of America (IMP).